# کن‌چاچ
کَن‌چاچ (به لاتین: Kanchoch) یک منطقهٔ مسکونی در تاجیکستان است که در ولایت سغد واقع شده‌است.